# Thailands damlandslag i innebandy
Thailands damlandslag i innebandy representerar Thailand i innebandy på damsidan. Laget kvalificerade sig i februari 2017 för VM 2017 vilket innebär att Thailand blev klart för sin första VM-turnering.